# Лінеаризація
Лінеаризáція — (лат. linearis — лінійний), один з методів наближеного подання нелінійних систем, при якому дослідження нелінійної системи замінюється аналізом лінійної системи, в деякому розумінні еквівалентної початковій. Методи лінеаризації мають обмежений характер, тобто еквівалентність початкової нелінійної системи і її лінійного наближення зберігається лише при певному «режимі» роботи системи, а якщо система переходить з одного режиму роботи на іншій, то слід змінити і її лінеаризировану модель. Застосовуючи лінеаризацію, можна з'ясувати багато якісних і особливо кількісних властивостей нелінійної системи.

## Лінеаризація функції
Лінеаризація функції — це дієвий метод для наближеного обчислення значення функції {\displaystyle y=f(x)} в будь-якій {\displaystyle x=a,} беручи за основу нахил функції в {\displaystyle x=b}, за умови неперервності {\displaystyle f(x)} на {\displaystyle [a,b]} (або {\displaystyle [b,a]}) і того, що {\displaystyle a} достатньо близько до {\displaystyle b}. Коротко, лінеаризація обчислює наближене значення функції біля {\displaystyle x=a}.
Наприклад, {\displaystyle {\sqrt {4}}=2}. Однак, що буде хорошим наближенням для {\displaystyle {\sqrt {4.001}}={\sqrt {4+.001}}}?
Будь-яку функцію {\displaystyle y=f(x)} можна лінеаризувати якщо вона неперервна біля цікавої нам точки. Для лінеаризації {\displaystyle L_{a}(x)} функції {\displaystyle f(x)} в точці {\displaystyle x=a} виконується {\displaystyle L_{a}(a)=f(a)}. Загальною формою рівняння в околі точки {\displaystyle (y_{0},x_{0})} при нахилі {\displaystyle M} є: {\displaystyle y-y_{0}=M(x-x_{0})}.
Використовуючи точку {\displaystyle (a,f(a))}, {\displaystyle L_{a}(x)} набуває вигляду {\displaystyle y=f(a)+M(x-a)}. Бо неперервні функції є локально лінійні, найкращим нахилом для підстановки буде нахил дотичної до {\displaystyle f(x)} у {\displaystyle x=a}.

Наближення для f(x)=x^2 у (x, f(x))

Візуально, на зображені показана дотична лінії для {\displaystyle f(x)} у {\displaystyle x}. В {\displaystyle x+h}, де {\displaystyle h} є будь-яким достатньо малим по модулю значенням, {\displaystyle f(x+h)} дуже близьке до значення на дотичній в точці {\displaystyle (x+h,L(x+h))}.
У результаті отримуємо рівняння для лінеаризації функції в {\displaystyle x=a}:
{\displaystyle y=f(a)+f'(a)(x-a)\,}

## Приклад
Щоб знайти {\displaystyle {\sqrt {4.001}}}, ми можемо використати те, що {\displaystyle {\sqrt {4}}=2}. Лінеаризацією {\displaystyle f(x)={\sqrt {x}}} в {\displaystyle x=a} є {\displaystyle y={\sqrt {a}}+{\frac {1}{2{\sqrt {a}}}}(x-a)}, бо функція {\displaystyle f'(x)={\frac {1}{2{\sqrt {x}}}}} визначає нахил функції {\displaystyle f(x)={\sqrt {x}}} в {\displaystyle x}. При {\displaystyle a=4}, лінеаризація в 4 є {\displaystyle y=2+{\frac {x-4}{4}}}. У цьому випадку {\displaystyle x=4.001}, отже {\displaystyle {\sqrt {4.001}}} це приблизно {\displaystyle 2+{\frac {4.001-4}{4}}=2.00025}. Справжнє значення близьке до 2.00024998.

## Лінеаризація функції багатьох змінних
Рівняння для лінеаризації функції {\displaystyle f(x,y)} в точці {\displaystyle p(a,b)} таке:
{\displaystyle f(x,y)\approx f(a,b)+\left.{\frac {\partial f(x,y)}{\partial x}}\right|_{a,b}(x-a)+\left.{\frac {\partial f(x,y)}{\partial y}}\right|_{a,b}(y-b)}
Узагальнене рівняння для лінеаризації функції багатьох змінних {\displaystyle f(\mathbf {x} )} у точці {\displaystyle \mathbf {p} } таке:
{\displaystyle f({\mathbf {x} })\approx f({\mathbf {p} })+\left.{\nabla f}\right|_{\mathbf {p} }\cdot ({\mathbf {x} }-{\mathbf {p} })}
де {\displaystyle \mathbf {x} } є вектором змінних і {\displaystyle \mathbf {p} } точка в якій ми лінеаризуємо.

## Лінеаризація нелінійних систем звичайних диференціальних рівнянь
Лінеаризація дає можливість розглядати нелінійну систему як лінійну в деякому обмеженому сенсі і таким чином аналізувати її поведінку в околі цікавих нам точок. Зазвичай це критичні точки, тобто такі, де {\displaystyle \mathbf {F} (\mathbf {x} ,t)=0.} Лінеаризація функції це доданок першого порядку з ряду Тейлора біля точки. Отже для системи визначеної рівнянням
{\displaystyle {\frac {d\mathbf {x} }{dt}}=\mathbf {F} (\mathbf {x} ,t)},
лінеаризовану систему можна записати як 
{\displaystyle {\frac {d\mathbf {x} }{dt}}=\mathbf {F} (\mathbf {x_{0}} ,t)+D\mathbf {F} (\mathbf {x_{0}} ,t)\cdot (\mathbf {x} -\mathbf {x_{0}} )}
де {\displaystyle \mathbf {x_{0}} } це цікава нам точка і {\displaystyle D\mathbf {F} (\mathbf {x_{0}} )} це якобіан {\displaystyle \mathbf {F} (\mathbf {x} )} evaluated at {\displaystyle \mathbf {x_{0}} }.
Якщо точка {\displaystyle \mathbf {x_{0}} }   критична, то рівняння набуває вигляду
{\displaystyle {\frac {d\mathbf {x} }{dt}}=\mathbf {J} _{F}(\mathbf {x_{0}} ,t)\cdot (\mathbf {x} -\mathbf {x_{0}} )}